# Bataille de Tohotonimme
Guerre des Cœurs d'Alène
La bataille de Tohotonimme, également connue sous les noms de bataille de Pine Creek ou défaite de Steptoe, est un affrontement qui eut lieu le 17 mai 1858 près de la ville actuelle de Rosalia, dans l'État de Washington, entre une force de la US Army menée par le colonel Edward Steptoe et des guerriers palouses, spokanes, cœurs d'alène et yakamas. 
Les Amérindiens furent victorieux et les Américains durent se replier.